# 渡部風
渡部 風（わたなべ ふう、1988年11月15日 - ）は、日本の俳優である。東京都出身。血液型AB型。

## 出演

### バラエティ
- 中居正広の金曜日のスマたちへ「波瀾万丈特別編～新庄剛志の真実～」（TBS系、2006年12月）

### 映画
- TKO HIP HOP（2005年10月）

### CM
- レーベルモバイル「着信メロディ配信」2006年3月21日～31日
- インターナショナル「2003 BLUE CROSS」（カタログ）2002年3月～8月

| スタブアイコン | サブスタブ | この項目は、まだ閲覧者の調べものの参照としては役立たない、俳優（男優・女優）に関連した書きかけの項目です。この項目を加筆・訂正などしてくださる協力者を求めています（P:映画/PJ芸能人）。 |